# NGC 5114
NGC 5114 este o galaxie lenticulară situată în constelația Centaurul. A fost descoperită în 3 iunie 1836 de către John Herschel. Se află la o distanță de 45,53 de megaparseci de Pământ.